# Panaxia juncta
Panaxia juncta là một loài bướm đêm thuộc phân họ Arctiinae, họ Erebidae.